# Клептопаразитизм

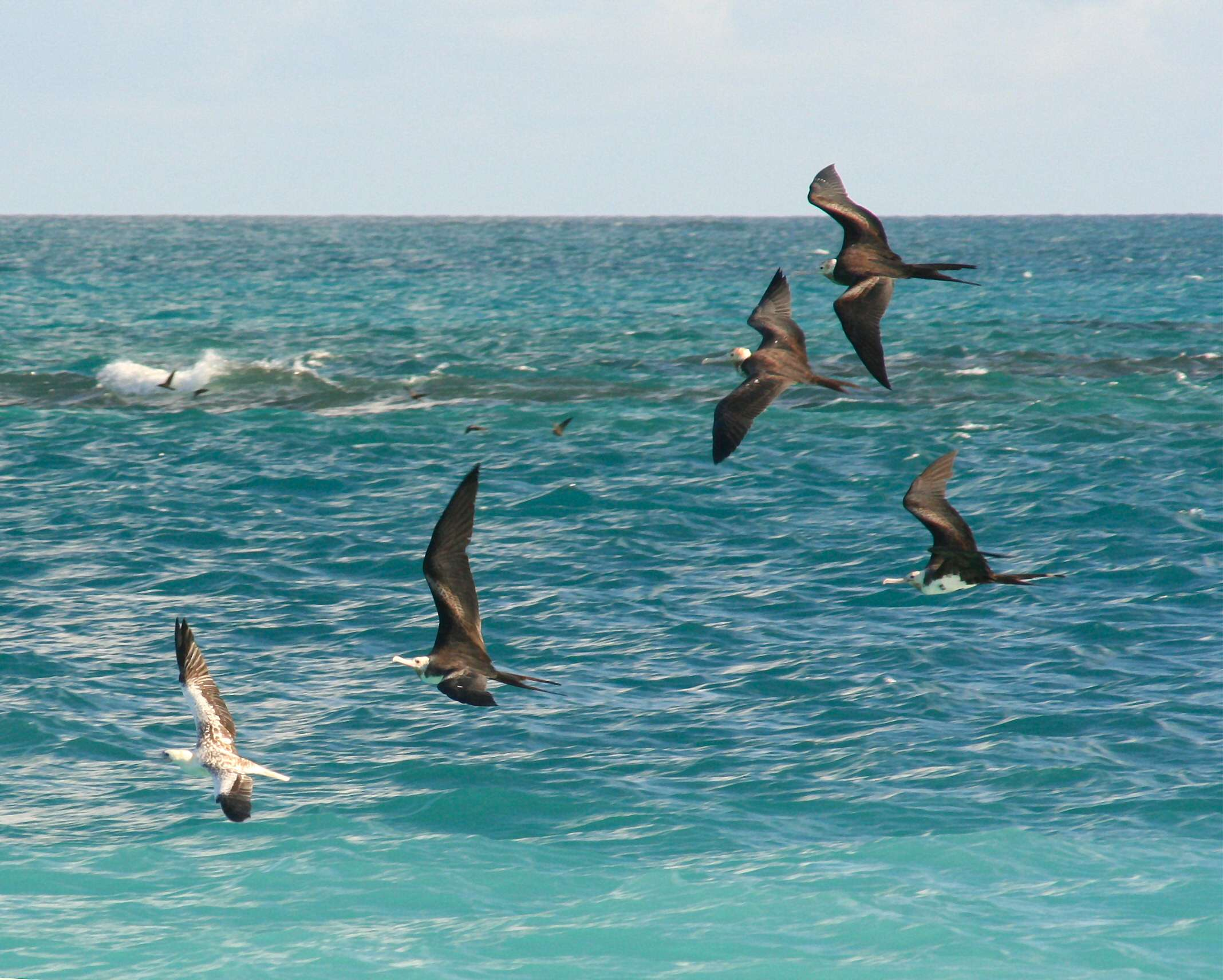
Великі фрегати переслідують червононогу олушу з метою відняти здобич.

Клептопаразитизм (дослівно, «паразитизм за допомогою крадіжки») — форма отримання харчування, що полягає в тому, що одна тварина віднімає здобич у іншої, яка зловила або іншим чином отримала її, включаючи ресурси, що були запасені (як у випадку із підродом джмелів-зозуль (Psithyrus), які відкладають яйця в нектар, зібраний іншими джмелями).  
В загальному випадку клептопаразитизм призводить до отримання вигоди клептопаразитом та до енергетичних чи втрат "клептохазяїна". Зазвичай клептопаразитизм не веде до травмування тварини, в якої паразит відбирає їжу. Внутрішньовидова конкуренція за їжу не вважається клептопаразитизмом.
Клептопаразитизм може бути облігатним (обов'язковим для даного виду) чи факультативним. Кількість облігатних клептопаразитів невелика, тоді як практикують клептопаразитизм час від часу сотні видів різних тварин. Клептопаразити відомі серед птахів, ссавців, членистоногих, молюсків, голкошкірих, червів.
Клептопаразитизмом іноді також називають «крадіжку» матеріалів гнізда, гніздових територій, яєць та інших нехарчових ресурсів однією твариною в іншої.

## У птахів
Найкраще вивчений клептопаразитизм у птахів. Найбільше серед клептопаразитів хижих птахів та воронових. Відбирання їжі в інших птахів є постійним заняттям чайок і мартинів. Деякі з птахів паразитують навіть на інших клептопаразитах.

## У павуків

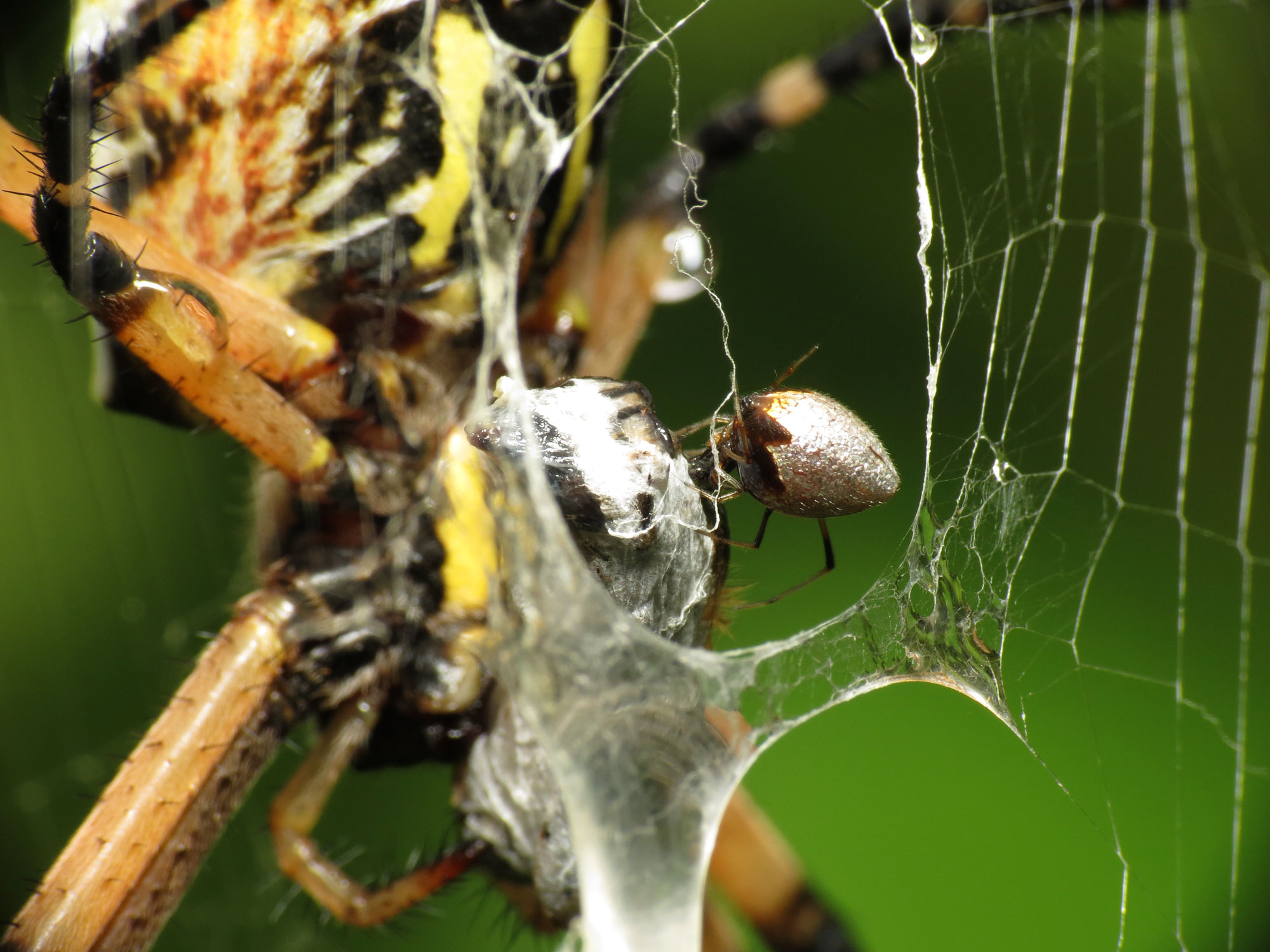
Клептопаразитичний павук Argyrodes elevatus живиться жертвою, спійманою павуком-колопрядом Argiope aurantia (США)

Деякі дрібні павуки живляться комахами, зловленими в павутиння більш великими за розмірами видами. Наприклад, павук Argyrodes elevatus паразитує на павутинні великих павуків-колопрядів та павуків-шовкопрядів, наприклад Argiope aurantia, Argiope argentata та Nephila clavipes. Це один з двох відомих облігатних паразитів (інший вид Curimagua bayano) серед павуків, який має відповідні морфологічні пристосування для такого способу життя.